# Roseland (Floride)
Pour les articles homonymes, voir Roseland.
Roseland est une census-designated place du comté d'Indian River, dans l'État de Floride, aux États-Unis,. En 2020, elle compte une population de 1 591 habitants.